# Bristol Beaufort
Bristol Beaufort (tên định danh công ty Type 152) là một loại máy bay ném bom thả ngư lôi hai động cơ của Anh, do hãng Bristol Aeroplane Company thiết kế chế tạo dựa trên những kinh nghiệm thu được từ loại máy bay ném bom Blenheim trước đó.

## Biến thể

### Anh
Beaufort Mk.I
1.013 chiếc.Phiên bản trinh sát, ném bom thả ngư lôi cho RAF, lắp 2 động cơ Bristol Taurus II, III, VI, XII hoặc XVI. Đây là phiên bản sản xuất đầu tiên của Anh.
Beaufort Mk.II
167 chiếc. Phiên bản trinh sát, ném bom thả ngư lôi cho RAF, lắp 2 động cơ Pratt & Whitney R-1830-S3C4-G Twin Wasp.
Beaufort T Mk. II
249 hoán cải từ Mk II. Phiên bản huấn luyện.
Beaufort Mk.III
Đề án. Dự định dùng động cơ Rolls-Royce Merlin XX.
Beaufort Mk.IV
Mẫu thử duy nhất; lắp 2 động cơ Bristol Taurus XX.
Tổng số máy bay chế tạo = 1.180

### Australia
Beaufort Mk.V
50 chiếc. Phiên bản đầu tiên do Australia chế tạo, lắp 2 động cơ Pratt & Whitney R-1830-S3C4-G Twin Wasp.
Beaufort Mk.Va
30 chiếc. lắp 2 động cơ Pratt & Whitney S3C4-G. Tương tự như Beaufort Mk V.
Beaufort Mk.VI
40 chiếc. lắp 2 động cơ Pratt & Whitney-S1C3 Twin Wasp.
Beaufort Mk.VII
60 chiếc. lắp 2 động cơ Pratt & Whitney S1C3-G.
Beaufort Mk.VIII
520 chiếc. lắp 2 động cơ Pratt & Whitney S3C4-G.
Tổng số máy bay chế tạo = 700
Beaufort Mk.IX
46 chiếc Beaufort thuộc mọi phiên bản được hoán cải thành máy bay vận tải hạng nhẹ cho RAAF và dùng động cơ Pratt & Whitney S3C4-G.

## Quốc gia sử dụng
Úc
 Canada
 New Zealand
 South Africa
 Thổ Nhĩ Kỳ
 Anh Quốc

## Tính năng kỹ chiến thuật (Beaufort I)
Beaufort Special

### Đặc điểm riêng
- Tổ lái: 4
- Chiều dài: 44 ft 2 in (13,46 m)
- Sải cánh: 57 ft 10 in (17,63 m)
- Chiều cao: 14 ft 3 in (4,34 m)
- Diện tích cánh: 503 ft² (46,73 m²)
- Trọng lượng rỗng: 13.107 lb (5.945 kg)
- Trọng lượng có tải: 21.230 lb (9.629 kg)
- Động cơ: 2 × Bristol Taurus II, III, VI, XII hoặc XVI, 1.130 hp (843 kW) mỗi chiếc

### Hiệu suất bay
- Vận tốc cực đại: 271.5 mph (236 kn, 420 km/h)
- Vận tốc hành trình: 255 mph trên độ cao 6.500 ft (221 kn, 410 km/h)
- Tầm bay: 1.600 mi (1.400 nmi, 2.600 km)
- Trần bay: 16.500 ft (5.030 m)
- Vận tốc lên cao: 1.200 ft/phút (6.096 m/s)
- Lực nâng của cánh: 42,2 lb/ft² (206 kg/m²)
- Lực đẩy/trọng lượng: 0,106 hp/lb (0,175 kW/kg)

### Vũ khí
- 9 khẩu Vickers GO.303 in (7,7 mm)[6]
- 1 khẩu Browning.303 in (7,7 mm)
- 1quả ngư lôi 1.605 lb (728 kg) Mk XII hoặc 2.000 lb (907 kg) bom